# (463890) 2014 UY91
(463890) 2014 UY91 es un asteroide perteneciente al cinturón de asteroides, descubierto el 15 de septiembre de 1998 por el equipo Spacewatch desde el Observatorio Nacional de Kitt Peak (Arizona, Estados Unidos).